# Patinatge artístic als Jocs Olímpics d'hivern de 2014
Als Jocs Olímpics d'Hivern de 2014, que se celebraren a la ciutat de Sotxi (Rússia), es disputaren cinc proves de patinatge artístic sobre gel, una en categoria masculina, una altra en categoria femenina, dues en categoria mixta per parelles i, per primera vegada, una altra en categoria mixta per equips. Amb aquesta nova incorporació, en aquesta edició, la competició de patinatge artístic començà abans de la cerimònia d'inauguració.
Les proves es disputaren entre els dies 6 i 22 de febrer de 2014 a les instal·lacions del Palau de Patinatge Iceberg.

## Calendari
Els temps són UTC+04:00.
| Data         | Hora  | Prova                                 |
| ------------ | ----- | ------------------------------------- |
| 6 de febrer  | 19:30 | Programa curt (parelles per equips)   |
| 6 de febrer  | 19:30 | Programa curt (homes per equips)      |
| 8 de febrer  | 18:30 | Programa curt (dansa per equips)      |
| 8 de febrer  | 18:30 | Programa curt (dones per equips)      |
| 8 de febrer  | 18:30 | Programa lliure (parelles per equips) |
| 9 de febrer  | 19:00 | Programa lliure (homes per equips)    |
| 9 de febrer  | 19:00 | Programa lliure (dansa per equips)    |
| 9 de febrer  | 19:00 | Programa lliure (dones per equips)    |
| 11 de febrer | 19:00 | Programa curt (parelles)              |
| 12 de febrer | 19:45 | Programa lliure (parelles)            |
| 13 de febrer | 19:00 | Programa curt (homes)                 |
| 14 de febrer | 19:00 | Programa lliure (homes)               |
| 16 de febrer | 19:00 | Programa curt (dansa)                 |
| 17 de febrer | 19:00 | Programa lliure (dansa)               |
| 19 de febrer | 19:00 | Programa curt (dones)                 |
| 20 de febrer | 19:00 | Programa lliure (dones)               |
| 22 de febrer | 20:30 | Gala d'exhibició                      |

## Participants
Hi participaren un total de 149 patinadors de 30 Comitès Nacionals diferents:
| - Alemanya (1) - Austràlia (4) - Àustria (4) - Azerbaidjan (2) - Bèlgica (1) - Brasil (1) - Canadà (17) - Corea del Sud (3) - Eslovàquia (1) - Espanya (4) | - Estats Units (15) - Estònia (2) - Filipines (1) - França (9) - Geòrgia (1) - Israel (3) - Itàlia (11) - Japó (1) - Kazakhstan (2) - Lituània (2) | - Noruega (1) - Regne Unit (6) - Txèquia (3) - Romania (1) - Rússia (15) - Suècia (2) - Turquia (2) - Ucraïna (6) - Uzbekistan (1) - R.P. de la Xina (9) |

## Resum de medalles

### Categoria masculina
| Prova              | Or           | Argent       | Bronze    |
| Individual Detalls | Yuzuru Hanyu | Patrick Chan | Denis Ten |

### Categoria femenina
| Prova              | Or                | Argent   | Bronze           |
| Individual Detalls | Adelina Sótnikova | Kim Yuna | Carolina Kostner |

### Categoria mixta
| Prova            | Or | Argent | Bronze |
| Parelles Detalls | Rússia Tatiana Volosozhar · Maxim Trankov | Rússia Ksenia Stolbova · Fedor Klimov | Alemanya Aliona Savchenko · Robin Szolkowy |
| Dansa Detalls    | Estats Units Meryl Davis · Charlie White | Canadà Tessa Virtue · Scott Moir | Rússia Elena Ilinykh · Nikita Katsalapov |
| Equips Detalls   | Rússia Ievgueni Pliúixtxenko · Iúlia Lipnítskaia · Ksenia Stolbova / Fedor Klimov** · Elena Ilinykh / Nikita Katsalapov** · Tatiana Volosozhar / Maxim Trankov* · Ekaterina Bobrova / Dmitri Soloviev* | Canadà Kevin Reynolds** · Kaetlyn Osmond · Kirsten Moore-Towers / Dylan Moscovitch** · Tessa Virtue / Scott Moir · Patrick Chan* · Meagan Duhamel / Eric Radford* · | Estats Units Jason Brown** · Gracie Gold** · Marissa Castelli / Simon Shnapir · Meryl Davis / Charlie White · Jeremy Abbott* · Ashley Wagner* |

*Patinadors que han competit en el programa curt parelles/dansa.
**Patinadors que han competit en el programa llarg parelles/dansa.

## Medaller
| Pos. | País          | Or | Plata | Bronze | Total |
| 1    | Rússia        | 3  | 1     | 1      | 5     |
| 2    | Estats Units  | 1  | 0     | 1      | 2     |
| 3    | Japó          | 1  | 0     | 0      | 1     |
| 4    | Canadà        | 0  | 3     | 0      | 3     |
| 5    | Corea del Sud | 0  | 1     | 0      | 1     |
| 6    | Alemanya      | 0  | 0     | 1      | 1     |
| 6    | Itàlia        | 0  | 0     | 1      | 1     |
| 6    | Kazakhstan    | 0  | 0     | 1      | 1     |
|      | Total         | 5  | 5     | 5      | 15    |